# Карако, Виктор Иванович
Виктор Иванович Карако (бел. Карака Віктар Іванавіч; род. 29 июля 1948, Гродно) — белорусский архитектор, заместитель председателя Белорусского союза архитекторов, лауреат премии Ленинского Комсомола Белоруссии, руководитель творческой мастерской.

## Биография
Виктор Иванович Карако родился 29 июля 1948 в Гродно, Белорусская ССР. В 1966—1972 гг. учился на кафедре архитектуры Белорусского политехнического института. С 1975 г. член Белорусского союза архитекторов. В 1972—1976 и 1982—1998 гг. работал архитектором, старшим архитектором, главным архитектором проектов, руководителем мастерской в институте «Белгоспроект». В 1976—1982 гг. руководитель группы архитекторов, главный архитектор проектов, руководитель мастерской БелНИИПградостроительства. В 1982 г. стал лауреатом премии Ленинского Комсомола Белоруссии в области архитектуры за проект дворца молодёжи в г. Новополоцке. С 1998 г. возглавляет собственную творческую мастерскую. С 2003 г. преподает проектирование на архитектурном факультете Белорусского национального технического университета. С 2005 г. является членом правления Белорусского союза архитекторов, председателем городской организации БСА и членом Городского Монументально-декоративного Совета. Заместитель председателя БСА.

## Белгоспроект и БелНИИПградостроительства

### Основные постройки
- Судейский домик на гоночном кольце Боровая
- Молодёжный центр в г. Новополоцк
- Реконструкция школы 4 в г. Минск
- Профилакторий КГБ и Совета Министров на озере Вяча
- Здание МВД по ул. Опанского в г. Минск

### Конкурсы (в составе авторских коллективов)
- Аэропорт в г. Бресте — 2 премия
- Ж. Д. вокзал в г. Минске — 1-2 премия
- Оперный театр в г. Пловдиве — поощрительная премия
- Пантеон партизанской славы — 2 премия

## Творческая мастерская архитектора В. И. Карако
В 1998 создал собственную мастерскую, которая занимается проектированием и строительством архитектурных объектов различного масштаба и назначения.

### Проекты
- Интерьеры ресторана «Rendez-vous» г. Минск
- Дом садовника в дер. Малашки
- Здание головного центра «Белагропромбанк» по пр. Жукова в г. Минск
- Оздоровительный комплекс Огонек «УП Мингаз»
- Интерьеры филиалов «Белагропромбанка» в Могилеве, Смолевичи, Сморгони, Кореличах
- Торгово-общественный центр с рестораном в г. Пинск
- Торговый центр по ул. Брестская в г. Слоним
- Цветочный магазин по ул. Уборевича в г. Минск
- Реконструкция усадьбы графа Потоцкого в Березино
- Интерьеры Конференц-центра Департамента по авиации Министерства транспорта и коммуникаций Республики Беларусь
- Реконструкция здания банка по улице Заславской, 10

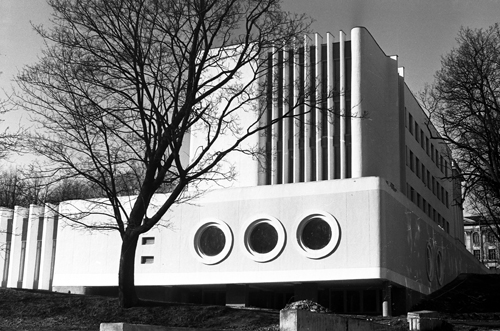
Реконструкция школы 4 в г. Минск
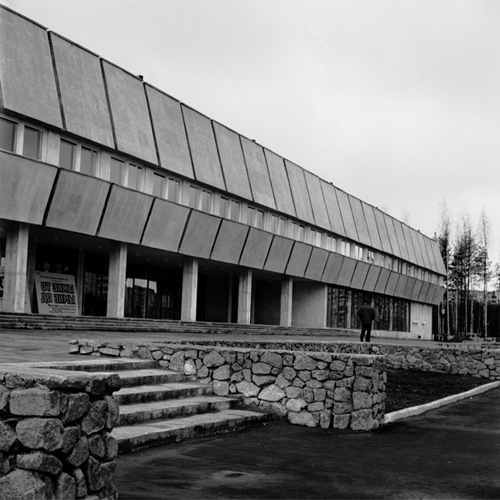
Молодёжный центр в г. Новополоцк
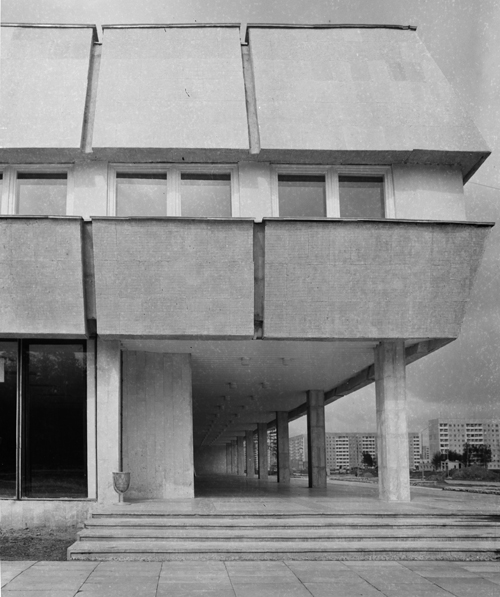
Молодёжный центр в г. Новополоцк
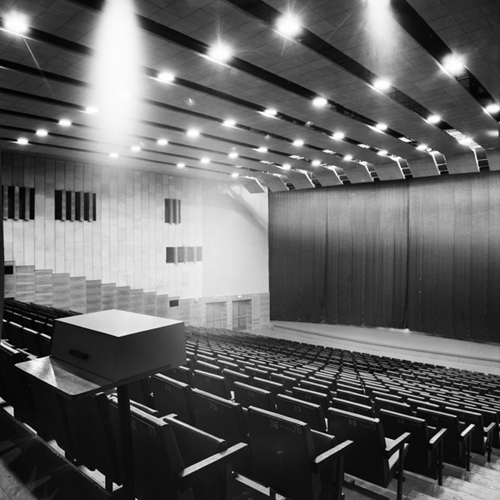
Молодёжный центр в г. Новополоцк
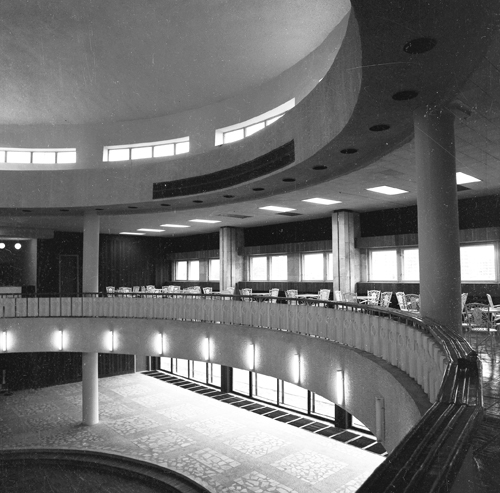
Молодёжный центр в г. Новополоцк
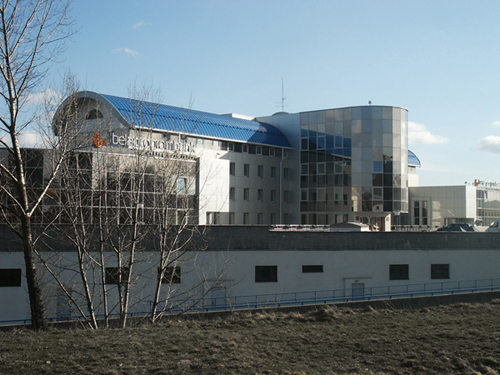
Здание головного центра «Белагропромбанк» в Минске
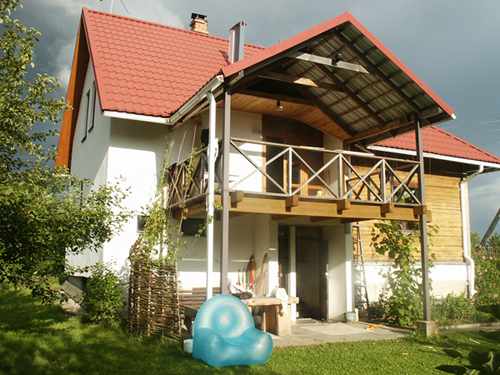
Дом садовника под Минском
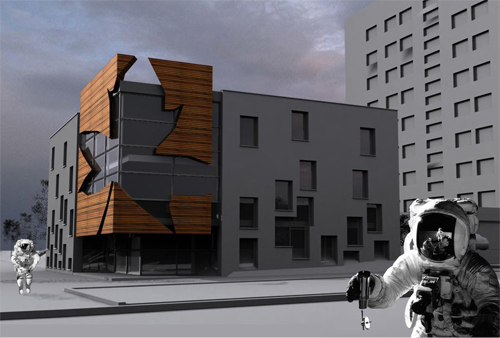
Цветочный магазин в Минске
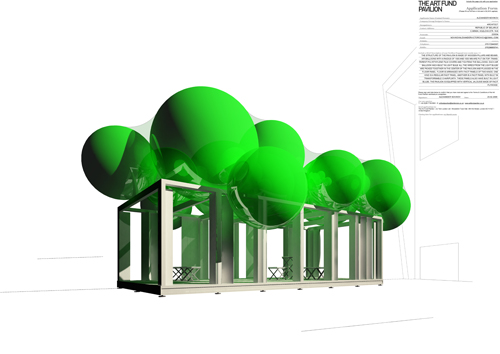
Международный конкурс «The Art Fund Pavilion», Великобритания
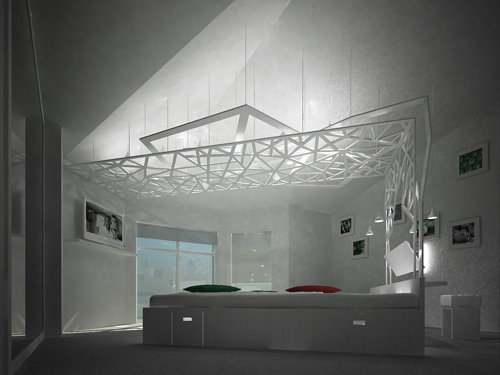
Интерьер спальни «Древо познания добра и зла»
Реконструкция здания банка по улице Заславской, 10
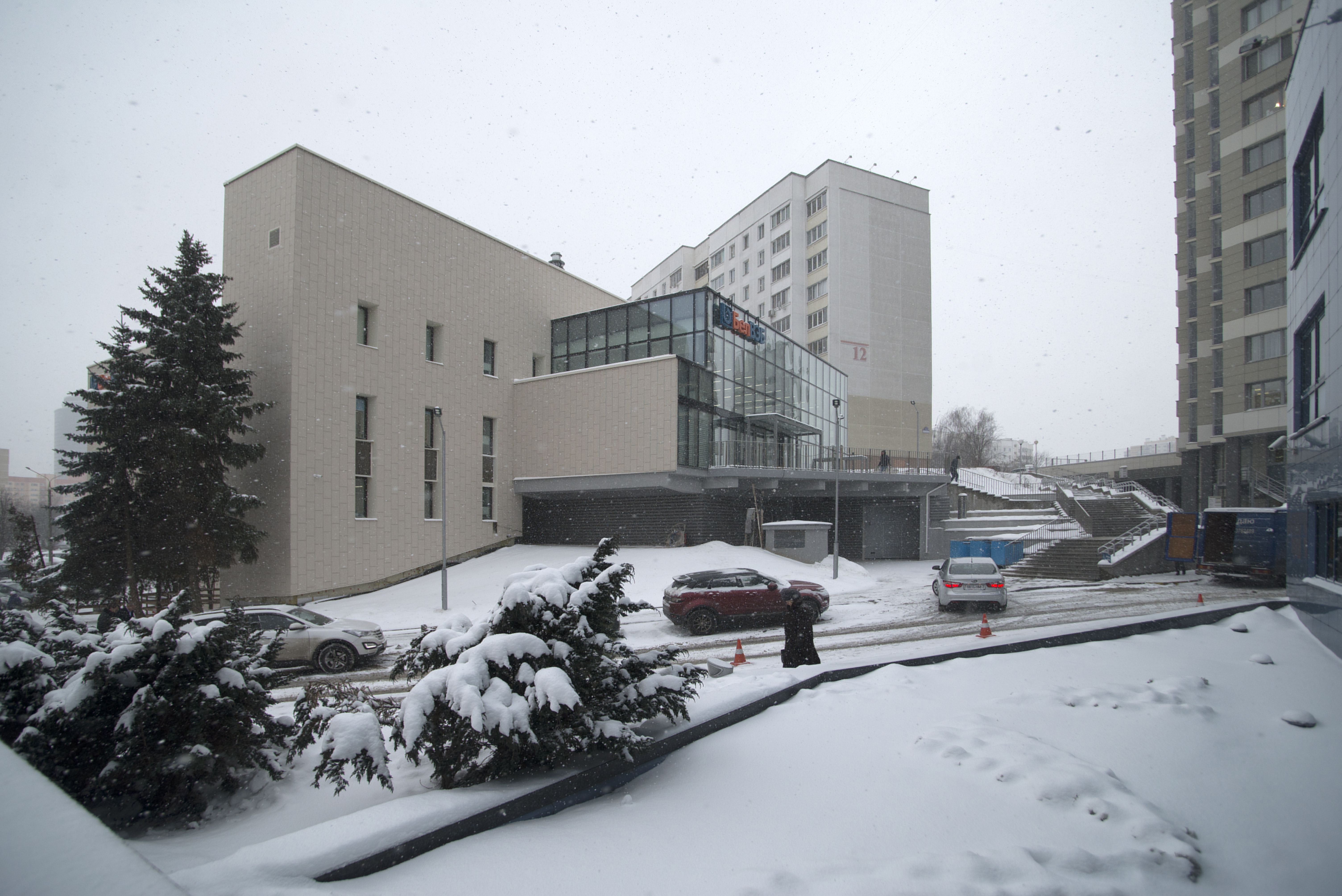
Реконструкция здания банка по улице Заславской, 10